# Cyborg Slunks
Cyborg Slunks är det tjugoförsta studioalbumet (och det tjugoandra sammanlagda) av Buckethead. Albumet släpptes den 30 oktober 2007. 
Albumets tillkännagavs i oktober 2007 tillsammans med två andra album: ett soloalbum som heter Decoding the Tomb of Bansheebot, och albumet Kevin's Noodle House  där buckethead samarbetar med trummisen Bryan Mantia.

## Låtlista
| Nr           | Titel                            | Längd |
| ------------ | -------------------------------- | ----- |
| 1.           | Sneak Attack                     | 6:15  |
| 2.           | Reopening of the Scapula Factory | 10:01 |
| 3.           | Infiltration                     | 4:09  |
| 4.           | Aunt Suzie                       | 11:44 |
| 5.           | A New War Is Underway            | 12:07 |
| Total längd: | Total längd:                     | 44:16 |

## Lista på medverkande
- Buckethead - gitarr
- Albert - slagverk
- psticks - konstverk